# Ophisma stigmatifera
Ophisma stigmatifera är en fjärilsart som beskrevs av Walker 1858. Ophisma stigmatifera ingår i släktet Ophisma och familjen nattflyn. Inga underarter finns listade i Catalogue of Life.